# Bruce Irons
Bruce Irons es un surfista profesional nacido el 16 de noviembre de 1979 en Hanalei, Kauai, Hawái. Es conocido también por ser el hermano del tricampeón del mundo de surf, Andy Irons. Brucey es su apodo en el mundo del surf.

## Carrera profesional
Bruce Irons creció entre los mejores surfistas amateur de Hawái, entre ellos su hermano Andy. Ganó el Menehune Division de los Campeonatos de surf de Estados Unidos en 1992 y varias victorias juveniles hasta 1996.
Como profesional sus mejores marcas están en su segundo puesto en Pipeline, en 1998, el tercer puesto en 2000 y la victoria sobre el campeón del mundo, Kelly Slater, en 2001 de nuevo en Pipeline. También fue ganador del Rip Curl Pro Search celebrado en Bali durante el año 2008. Fuera del ASP World Tour, Bruce se convirtió en una leyenda hawaiana ganando el Quiksilver In Memory of Eddie Aikau en la bahía Waimea, Hawái, donde se registraron olas superiores a 12 metros.
Bruce está patrocinado, de por vida, por la compañía de surf, skate y snowboard californiana Volcom.

## Victorias
A continuación, el desglose, de sus victorias en los eventos de cada año:
- 2001

- Rip Curl Pipeline Masters Hawaii, Banzai Pipeline, Oahu, Hawái - Estados Unidos
- 2008

- Rip Curl Pro Search, Bali
Victorias fuera del Foster's ASP World Tour:
- 2004

- Quiksilver In Memory of Eddie Aikau, Waimea Bay, Oahu, Hawái - Estados Unidos